# FAM57A
FAM57A (англ. Family with sequence similarity 57 member A) – білок, який кодується однойменним геном, розташованим у людей на 17-й хромосомі. Довжина поліпептидного ланцюга білка становить 257 амінокислот, а молекулярна маса — 29 383.
| 10         |  | 20         |  | 30         |  | 40         |  | 50         |
| ---------- |  | ---------- |  | ---------- |  | ---------- |  | ---------- |
| MLLTLAGGAL |  | FFPGLFALCT |  | WALRRSQPGW |  | SRTDCVMIST |  | RLVSSVHAVL |
| ATGSGIVIIR |  | SCDDVITGRH |  | WLAREYVWFL |  | IPYMIYDSYA |  | MYLCEWCRTR |
| DQNRAPSLTL |  | RNFLSRNRLM |  | ITHHAVILFV |  | LVPVAQRLRG |  | DLGDFFVGCI |
| FTAELSTPFV |  | SLGRVLIQLK |  | QQHTLLYKVN |  | GILTLATFLS |  | CRILLFPFMY |
| WSYGRQQGLS |  | LLQVPFSIPF |  | YCNVANAFLV |  | APQIYWFCLL |  | CRKAVRLFDT |
| PQAKKDG    |  |            |  |            |  |            |  |            |

A: Аланін

C: Цистеїн

D: Аспарагінова кислота

E: Глутамінова кислота

F: Фенілаланін

G: Гліцин

H: Гістидин

I: Ізолейцин

K: Лізин

L: Лейцин

M: Метіонін

N: Аспарагін

P: Пролін

Q: Глутамін

R: Аргінін

S: Серин

T: Треонін

V: Валін

W: Триптофан

Задіяний у такому біологічному процесі, як альтернативний сплайсинг. 
Локалізований у клітинній мембрані, мембрані.